# Olympische Sommerspiele 1980/Radsport
Bei den XXII. Olympischen Sommerspielen 1980 in Moskau fanden vom 20. – 28. Juli 1980 sechs Wettkämpfe im Radsport statt. Austragungsort der Wettbewerbe im Bahnradsport war das Velodrom von Krylatskoje. Das Straßenrennen wurde auf dem Krylatskoje Sports Complex Cycling Circuit ausgefahren und das Mannschaftszeitfahren auf der Autobahn M1.

## Wettbewerbe und Zeitplan

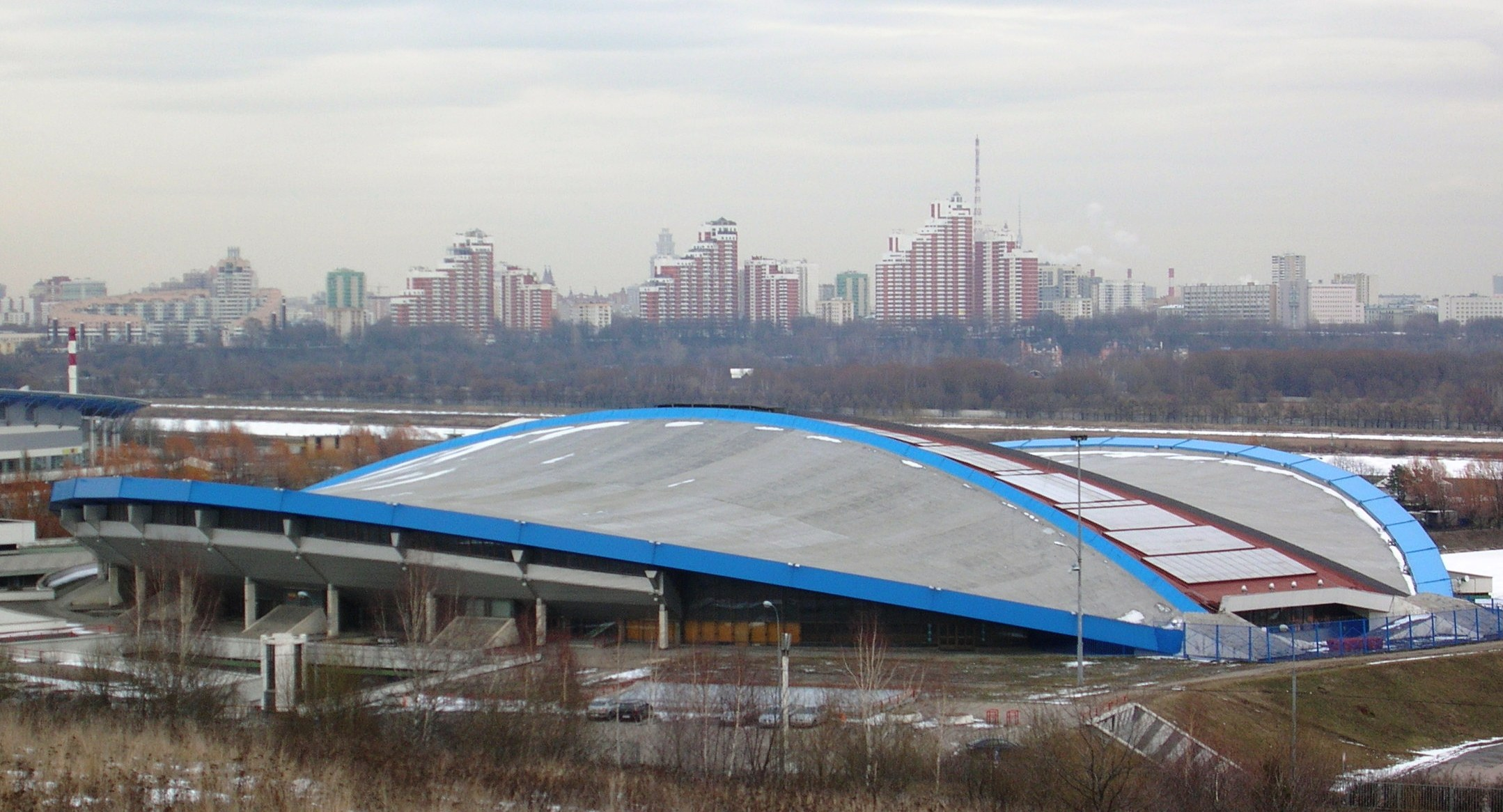
Velodrom von Krylatskoje – Austragungsort der Wettbewerbe im Bahnradsport

| 000 | Ausscheidungsrunde, Achtel- und Viertelfinale |

| VF | Viertelfinale | HF | Halbfinale |  | Halbfinale und Finale |  | Finale |

| Wettbewerbe und Zeitplan Straßenradsport | Wettbewerbe und Zeitplan Straßenradsport | Wettbewerbe und Zeitplan Straßenradsport | Wettbewerbe und Zeitplan Straßenradsport | Wettbewerbe und Zeitplan Straßenradsport | Wettbewerbe und Zeitplan Straßenradsport | Wettbewerbe und Zeitplan Straßenradsport | Wettbewerbe und Zeitplan Straßenradsport | Wettbewerbe und Zeitplan Straßenradsport | Wettbewerbe und Zeitplan Straßenradsport |
| Wettbewerbe                              | Juli                                     | Juli                                     | Juli                                     | Juli                                     | Juli                                     | Juli                                     | Juli                                     | Juli                                     | Juli                                     |
| Wettbewerbe                              | 20.                                      | 21.                                      | 22.                                      | 23.                                      | 24.                                      | 25.                                      | 26.                                      | 27.                                      | 28.                                      |
| ---------------------------------------- | ---------------------------------------- | ---------------------------------------- | ---------------------------------------- | ---------------------------------------- | ---------------------------------------- | ---------------------------------------- | ---------------------------------------- | ---------------------------------------- | ---------------------------------------- |
| Straßenrennen (189 km)                   |                                          |                                          |                                          |                                          |                                          |                                          |                                          |                                          |                                          |
| Mannschaftszeitfahren (101 km)           |                                          |                                          |                                          |                                          |                                          |                                          |                                          |                                          |                                          |
| Wettbewerbe und Zeitplan Bahnradsport    |                                          |                                          |                                          |                                          |                                          |                                          |                                          |                                          |                                          |
| Wettbewerbe                              | Juli                                     | Juli                                     | Juli                                     | Juli                                     | Juli                                     | Juli                                     | Juli                                     | Juli                                     | Juli                                     |
| Wettbewerbe                              | 20.                                      | 21.                                      | 22.                                      | 23.                                      | 24.                                      | 25.                                      | 26.                                      | 27.                                      | 28.                                      |
| Sprint                                   |                                          |                                          |                                          |                                          |                                          | HF                                       |                                          |                                          |                                          |
| 1000 m Zeitfahren                        |                                          |                                          |                                          |                                          |                                          |                                          |                                          |                                          |                                          |
| 4000 m Einerverfolgung                   |                                          |                                          |                                          | VF                                       |                                          |                                          |                                          |                                          |                                          |
| 4000 m Mannschaftsverfolgung             |                                          |                                          |                                          |                                          |                                          |                                          |                                          |                                          |                                          |

## Straße

### Straßenrennen (189 km)
| Platz | Land | Athlet                  | Zeit (h)  |
| ----- | ---- | ----------------------- | --------- |
| 1     | URS  | Sergei Suchorutschenkow | 4:48:28,9 |
| 2     | POL  | Czesław Lang            | 4:51:26,9 |
| 3     | URS  | Juri Barinow            | 4:51:26,9 |
| 4     | GDR  | Thomas Barth            | 4:56:12,9 |
| 5     | POL  | Tadeusz Wojtas          | 4:56:12,9 |
| 6     | URS  | Anatoli Jarkin          | 4:56:54,9 |
| 7     | NED  | Adrie van der Poel      | 4:56:54,9 |
| 8     | FRA  | Christian Fauré         | 4:56:54,9 |

Teilnehmer: 115 Radsportler aus 32 Ländern
 Finale am 28. Juli

### Mannschaftszeitfahren (101 km)
| Platz | Land | Athleten                                                           | Zeit (h)  |
| ----- | ---- | ------------------------------------------------------------------ | --------- |
| 1     | URS  | Juri Kaschirin Oleg Logwin Sergei Schelpakow Anatoli Jarkin        | 2:01:21,7 |
| 2     | GDR  | Falk Boden Bernd Drogan Olaf Ludwig Hans-Joachim Hartnick          | 2:02:53,2 |
| 3     | TCH  | Michal Klasa Vlastibor Konečný Alipi Kostadinov Jiří Škoda         | 2:02:53,9 |
| 4     | POL  | Stefan Ciekański Jan Jankiewicz Czesław Lang Witold Plutecki       | 2:04:13,8 |
| 5     | ITA  | Mauro De Pellegrini Gianni Giacomini Ivano Maffei Alberto Minetti  | 2:04:36,2 |
| 6     | BUL  | Borislaw Assenow Wenelin Hubenow Jordan Pentschew Nentscho Stajkow | 2:05:55,2 |
| 7     | FIN  | Harry Hannus Kari Puisto Patrick Wackström Sixten Wackström        | 2:05:58,2 |
| 8     | YUG  | Bruno Bulić Vinko Polončič Bojan Ropret Bojan Udovič               | 2:07:12,0 |

Teilnehmer: 23 Mannschaften
 Finale am 20. Juli
Das Mannschaftszeitfahren wurde auf der Autobahn Moskau–Minsk ausgetragen. Die Streckenlänge betrug 101 km. Das Team der UdSSR lag bei allen Zwischenzeiten (25, 50 und 75 km) in Front und gewann am Ende in einem Stundenmittel von 49,933 km/h und 1:32 Minuten Vorsprung vor der DDR. Für die UdSSR war es das dritte Olympiagold in dieser Disziplin in Folge. Die Mannschaft der ČSSR gewann die Bronzemedaille und lag nur 0,7 Sekunden hinter der DDR. Italien belegte den vierten und Bulgarien den fünften Platz.

## Bahn

### Sprint
| Platz | Land | Athlet         |
| ----- | ---- | -------------- |
| 1     | GDR  | Lutz Heßlich   |
| 2     | FRA  | Yavé Cahard    |
| 3     | URS  | Sergei Kopylow |
| 4     | TCH  | Anton Tkáč     |
| 5     | DEN  | Henrik Salée   |
| 6     | SUI  | Heinz Isler    |
| 7     | AUS  | Kenrick Tucker |
| 8     | ITA  | Ottavio Dazzan |

Teilnehmer: 18 Sprinter aus 18 Ländern
 Finale am 26. Juli
|  | Viertelfinale | Viertelfinale |          |          | Halbfinale       | Halbfinale |  |  | Finale | Finale |
|  |               |               |          |          |                  |            |  |  |        |        |
|  | 24. Juli      |               |          |          |                  |            |  |  |        |        |
|  | Heßlich       | 2             |          |          |                  |            |  |  |        |        |
|  | Heßlich       | 2             | 25. Juli |          |                  |            |  |  |        |        |
|  | Salée         | 0             |          |          |                  |            |  |  |        |        |
|  | Salée         | 0             | Heßlich  | 2        |                  |            |  |  |        |        |
|  |               |               | Heßlich  | 2        |                  |            |  |  |        |        |
|  |               | Kopylow       | 0        |          |                  |            |  |  |        |        |
|  | Kopylow       | Kopylow       | 0        | 2        |                  |            |  |  |        |        |
|  | Kopylow       |               |          | 2        |                  |            |  |  |        |        |
|  | Dazzan        | 0             |          | 26. Juli | 26. Juli         |            |  |  |        |        |
|  |               |               | Heßlich  | 2        |                  |            |  |  |        |        |
|  |               |               |          | Cahard   | 1                |            |  |  |        |        |
|  | Tkáč          | 2             |          |          |                  |            |  |  |        |        |
|  | Tucker        | 0             |          |          |                  |            |  |  |        |        |
|  | Tucker        | 0             | Tkáč     | 1        |                  |            |  |  |        |        |
|  |               |               | Tkáč     | 1        | Spiel um Platz 3 |            |  |  |        |        |
|  |               | Cahard        | 2        |          |                  |            |  |  |        |        |
|  | Cahard        | Cahard        | 2        | 2        | Kopylow          | 2          |  |  |        |        |
|  | Cahard        |               |          | 2        | Kopylow          | 2          |  |  |        |        |
|  | Isler         | 0             |          | Tkáč     | 0                |            |  |  |        |        |
|  | Isler         | 0             |          |          | 0                |            |  |  |        |        |
|  |               |               |          |          |                  |            |  |  |        |        |

### 1000 m Zeitfahren
| Platz | Land | Athlet             | Zeit (min) |
| ----- | ---- | ------------------ | ---------- |
| 1     | GDR  | Lothar Thoms       | 1:02,955   |
| 2     | URS  | Alexander Panfilow | 1:04,845   |
| 3     | JAM  | David Weller       | 1:05,241   |
| 4     | ITA  | Guido Bontempi     | 1:05,478   |
| 5     | FRA  | Yavé Cahard        | 1:05,584   |
| 6     | SUI  | Heinz Isler        | 1:06,263   |
| 7     | TCH  | Petr Kocek         | 1:06,368   |
| 8     | DEN  | Bjarne Sørensen    | 1:07,422   |

Teilnehmer: 19 Zeitfahrer aus 19 Ländern
 Finale am 22. Juli

### 4000 m Einerverfolgung
| Platz | Land | Athlet                |
| ----- | ---- | --------------------- |
| 1     | SUI  | Robert Dill-Bundi     |
| 2     | FRA  | Alain Bondue          |
| 3     | DEN  | Hans-Henrik Ørsted    |
| 4     | GDR  | Harald Wolf           |
| 5     | URS  | Wladimir Ossokin      |
| 6     | GBR  | Sean Yates            |
| 7     | ITA  | Pierangelo Bincoletto |
| 8     | TCH  | Martin Penc           |

Teilnehmer: 14 Verfolger aus 14 Ländern
 Finale am 24. Juli
|  | Viertelfinale | Viertelfinale |            |          | Halbfinale       | Halbfinale |  |  | Finale | Finale |
|  |               |               |            |          |                  |            |  |  |        |        |
|  | 23. Juli      |               |            |          |                  |            |  |  |        |        |
|  | Dill-Bundi    | 4:34,92       |            |          |                  |            |  |  |        |        |
|  | Dill-Bundi    | 4:34,92       | 24. Juli   |          |                  |            |  |  |        |        |
|  | Ossokin       | 4:38,17       |            |          |                  |            |  |  |        |        |
|  | Ossokin       | 4:38,17       | Dill-Bundi | 4:32,29  |                  |            |  |  |        |        |
|  |               |               | Dill-Bundi | 4:32,29  |                  |            |  |  |        |        |
|  |               | Ørsted        | 4:36,85    |          |                  |            |  |  |        |        |
|  | Ørsted        | Ørsted        | 4:36,85    | 4:38,42  |                  |            |  |  |        |        |
|  | Ørsted        |               |            | 4:38,42  |                  |            |  |  |        |        |
|  | Yates         | 4:41,39       |            | 24. Juli | 24. Juli         |            |  |  |        |        |
|  |               |               | Dill-Bundi | 4:35,66  |                  |            |  |  |        |        |
|  |               |               |            | Bondue   | 4:42,96          |            |  |  |        |        |
|  | Bondue        | 4:36,27       |            |          |                  |            |  |  |        |        |
|  | Bincoletto    | 4:43,84       |            |          |                  |            |  |  |        |        |
|  | Bincoletto    | 4:43,84       | Bondue     | 4:36,23  |                  |            |  |  |        |        |
|  |               |               | Bondue     | 4:36,23  | Spiel um Platz 3 |            |  |  |        |        |
|  |               | Wolf          | 4:40,10    |          |                  |            |  |  |        |        |
|  | Wolf          | Wolf          | 4:40,10    | 4:37,18  | Ørsted           | 4:36,54    |  |  |        |        |
|  | Wolf          |               |            | 4:37,18  | Ørsted           | 4:36,54    |  |  |        |        |
|  | Penc          | 4:47,87       |            | Wolf     | 4:37,38          |            |  |  |        |        |
|  | Penc          | 4:47,87       |            |          | 4:37,38          |            |  |  |        |        |
|  |               |               |            |          |                  |            |  |  |        |        |

### 4000 m Mannschaftsverfolgung
| Platz | Land | Athleten                                                                                           |
| ----- | ---- | -------------------------------------------------------------------------------------------------- |
| 1     | URS  | Wiktor Manakow Waleri Mowtschan Wladimir Ossokin Witali Petrakow bis Halbfinale: Alexander Krasnow |
| 2     | GDR  | Gerald Mortag Uwe Unterwalder Matthias Wiegand Volker Winkler                                      |
| 3     | TCH  | Teodor Černý Martin Penc Jiří Pokorný Igor Sláma                                                   |
| 4     | ITA  | Pierangelo Bincoletto Guido Bontempi Ivano Maffei Silvestro Milani                                 |
| 5     | FRA  | Alain Bondue Philippe Chevallier Pascal Poisson Jean-Marc Rebière                                  |
| 6     | AUS  | Colin Fitzgerald Kevin Nichols Kelvin Poole Gary Sutton                                            |
| 7     | GBR  | Tony Doyle Malcolm Elliott Glen Mitchell Sean Yates                                                |
| 8     | SUI  | Robert Dill-Bundi Urs Freuler Hans Känel Hans Ledermann                                            |

Teilnehmer: 13 Mannschaften
 Finale am 26. Juli
|  | Viertelfinale      | Viertelfinale |                  |          | Halbfinale       | Halbfinale |  |  | Finale | Finale |
|  |                    |               |                  |          |                  |            |  |  |        |        |
|  | 25. Juli           |               |                  |          |                  |            |  |  |        |        |
|  | Tschechoslowakei   | 4:18,48       |                  |          |                  |            |  |  |        |        |
|  | Tschechoslowakei   | 4:18,48       | 26. Juli         |          |                  |            |  |  |        |        |
|  | Verein. Königreich | 4:23,45       |                  |          |                  |            |  |  |        |        |
|  | Verein. Königreich | 4:23,45       | Tschechoslowakei | 4:32,68  |                  |            |  |  |        |        |
|  |                    |               | Tschechoslowakei | 4:32,68  |                  |            |  |  |        |        |
|  |                    | Sowjetunion   | 4:26,52          |          |                  |            |  |  |        |        |
|  | Sowjetunion        | Sowjetunion   | 4:26,52          | 4:14,64  |                  |            |  |  |        |        |
|  | Sowjetunion        |               |                  | 4:14,64  |                  |            |  |  |        |        |
|  | Australien         | 4:22,02       |                  | 26. Juli | 26. Juli         |            |  |  |        |        |
|  |                    |               | Sowjetunion      | 4:15,70  |                  |            |  |  |        |        |
|  |                    |               |                  | DDR      | 4:19,67          |            |  |  |        |        |
|  | Italien            | 4:18,27       |                  |          |                  |            |  |  |        |        |
|  | Frankreich         | 4:18,58       |                  |          |                  |            |  |  |        |        |
|  | Frankreich         | 4:18,58       | Italien          | 4:20,13  |                  |            |  |  |        |        |
|  |                    |               | Italien          | 4:20,13  | Spiel um Platz 3 |            |  |  |        |        |
|  |                    | DDR           | 4:18,16          |          |                  |            |  |  |        |        |
|  | DDR                | DDR           | 4:18,16          | 4:17,43  | Tschechoslowakei |            |  |  |        |        |
|  | DDR                |               |                  | 4:17,43  | Tschechoslowakei |            |  |  |        |        |
|  | Schweiz            | 4:23,56       |                  | Italien  | DISQ             |            |  |  |        |        |
|  | Schweiz            | 4:23,56       |                  |          | DISQ             |            |  |  |        |        |
|  |                    |               |                  |          |                  |            |  |  |        |        |

## Medaillenspiegel
| Platz | Land             | Goldmedaille – Olympiasieger | Silbermedaille – 2. Platz | Bronzemedaille – 3. Platz | Medaillen – Gesamt |
| ----- | ---------------- | ---------------------------- | ------------------------- | ------------------------- | ------------------ |
| 1     | Sowjetunion      | 3                            | 1                         | 2                         | 6                  |
| 2     | DDR              | 2                            | 2                         | –                         | 4                  |
| 3     | Schweiz          | 1                            | –                         | –                         | 1                  |
| 4     | Frankreich       | –                            | 2                         | –                         | 2                  |
| 5     | Polen            | –                            | 1                         | –                         | 1                  |
| 6     | Tschechoslowakei | –                            | –                         | 2                         | 2                  |
| 8     | Jamaika          | –                            | –                         | 1                         | 1                  |
| 8     | Dänemark         | –                            | –                         | 1                         | 1                  |
| Total | Total            | 6                            | 6                         | 6                         | 18                 |